# Hang động Petralona
Hang Petralona (tiếng Hy Lạp: σπήλαιο Πετραλώνων, "Những hòn đá đỏ") là một hang động đá vôi trên núi gần Katsika Petralona (Πετράλωνα, Petrálona), nằm trên bán đảo Halidiki, ở Macedonia, Hy Lạp.
Hang động này có các thạch nhũ và măng đá, nằm ở chân phía tây của núi Katsika với độ cao 300 mét trên mực nước biển.
Năm 1959, một cư dân Petralona có tên là Philippos Hatzaridis đã phát hiện ra các hang động. Nhà địa chất và thám hiểm hang động Ioannis Petrocheilos sau đó khám phá các động khác nhau của hang động này. Năm 1960 ông đã tìm thấy hộp sọ hóa thạch của xác chết một tuổi tại thời điểm tử vong đại diện của chi Homo, được tạm gọi là Archanthropus europeaus petraloniensis.